# Türkische Badminton-Juniorenmeisterschaft
Türkische Badminton-Juniorenmeisterschaften werden seit 1993 ausgetragen.

## Die Titelträger
| Saison    | Herreneinzel       | Dameneinzel       | Herrendoppel                       | Damendoppel                         | Mixed                              |
| --------- | ------------------ | ----------------- | ---------------------------------- | ----------------------------------- | ---------------------------------- |
| 1993      | Mert Aydoğmuş      | Seda Şahin        | Mert Aydoğmuş Zafer Şahin          | Duygu Demircan Dilek Kozan          | Hayriye Sönmez Metin Gatfar        |
| 1994      | Mert Aydoğmuş      | Esra Elmaağaçlı   | Berkay Akın Yavuz Yiğit            | Gülseren İnan Damla Okur            | Yavuz Yiğit Meral Keskiner         |
| 1995      | İlteriş Koç        | Dilek Kozan       | Serkan Yalçın Kerem Küçükoğlu      | Duygu Demircan Dilek Kozan          | Başak Bilir Serkan Yalçın          |
| 1996      | Özcan Dalgıç       | Esra Elmaağaçlı   | Serkan Yalçın Murut Muftu          | Esra Elmaağaçlı Ayşegül Yapıcı      | Süheyla Özdal Nevzat Denerel       |
| 1997      | Mert Aydoğmuş      | Elif Aktaş        | Serkan Yalçın Alkın Yaman          | Ayşegül Yapıcı Filiz Civril         | Banu Turhan Mert Aydoğmuş          |
| 1998      | Özcan Dalgıç       | Elif Aktaş        | İlteriş Koç Ceyhun Ayvazoğlu       | Ayşegül Yapıcı Filiz Civril         | Altuğ Akgül Elif Aktaş             |
| 1999      | Arda Akgül         | Nursel Doğan      | Arda Akgül Altuğ Akgül             | Ayşegül Yapıcı Filiz Civril         | Ümmü Gülsüm Kiraz Ümit Altın       |
| 2000      | Hüseyin Hançerli   | Nursel Doğan      | Sertaç Kirazaldı Nevzat Denebli    | Oğul Sönmez Elif Özarıcı            | Ümmü Gülsüm Kiraz Ümit Altın       |
| 2001      | Ümit Altın         | Nursel Doğan      | Ümit Altın Mehmet Tural            | Meltem Yalvarıcı Sinem Ercan        | Huseyin Hançerli Elif Özarıcı      |
| 2002      | Hüseyin Hançerli   | Nursel Doğan      | Sertaç Kirazaldı Nevzat Denerel    | Oğul Sönmez Elif Özarıcı            | Ümmü Gülsüm Kiraz Ümit Altın       |
| 2003      | Hüseyin Hançerli   | Yağmur Uslu       | Ahmet Topuz Erhan Devrilmez        | Oğul Sönmez Elif Özarıcı            | Hüseyin Hançerli Elif Özarıcı      |
| 2004      | Mustafa Yalvarıcı  | Hatice Nurgül     | Mustafa Yalvarıcı Murat Şen        | Aliye Gülçin Köse Aydan Köse        | Furkan Eryılmaz Nursel Çakır       |
| 2005      | Nuri Balkan        | Hatice Nurgül     | Ramazan Öztürk Emre Vural          | Nursel Cakir Hatice Nurgül          | Nuri Balkan Hatice Nurgül          |
| 2006      | Numan Özkan        | Öznur Çalışkan    | Muharrem Dilmen Samet Sarı         | Öznur Çalışkan Nurdan Torun         | Numan Özkan Rabia Kemer            |
| 2007      | Ramazan Öztürk     | Özge Bayrak       | Ramazan Öztürk Emre Vural          | Ebru Tunalı Neslihan Kılıç          | Birsen Çakır Muharrem Dilmen       |
| 2008      | Kamil Vehbi Akcebe | Sıdıka Kulatay    | Hüseyin Oruç Emre Arslan           | İrem Nur Al Rabia Kurtuluş          | Hüseyin Oruç Rabia Kurtuluş        |
| 2009      | Kamil Vehbi Akcebe | Neslihan Yiğit    | Hüseyin Oruç Emre Arslan           | Özge Bayrak Ebru Tunalı             | Hüseyin Oruç Rabia Kurtuluş        |
| 2010      | nicht ausgetragen  | nicht ausgetragen | nicht ausgetragen                  | nicht ausgetragen                   | nicht ausgetragen                  |
| 2011      | Emre Lale          | Neslihan Yiğit    | Akın Şenol Emre Lale               | Neslihan Yiğit Neslihan Kılıç       | Tolga Özsoy Neslihan Kılıç         |
| 2012      | nicht ausgetragen  | nicht ausgetragen | nicht ausgetragen                  | nicht ausgetragen                   | nicht ausgetragen                  |
| 2013      | Sinan Zorlu        | Neslihan Yiğit    | Y. Ramazan Bay Sinan Zorlu         | Özge Toyran Ebru Yazgan             | Muhammed Ali Kurt Özge Toyran      |
| 2014 2015 | nicht ausgetragen  | nicht ausgetragen | nicht ausgetragen                  | nicht ausgetragen                   | nicht ausgetragen                  |
| 2016      | Murathan Eken      | Aliye Demirbağ    | Mehmet Capar Emre Sönmez           | Bengisu Erçetin Nazlıcan İnci       | Yazgan Calışır Kader İnal          |
| 2017      | nicht ausgetragen  | nicht ausgetragen | nicht ausgetragen                  | nicht ausgetragen                   | nicht ausgetragen                  |
| 2018      | Hilmican Şimşek    | Zehra Erdem       | Sezgin Kelebek Mehmet Yılmaz       | Bengisu Erçetin Nazlıcan İnci       | Semih Baha Başakın Bengisu Erçetin |
| 2019      | nicht ausgetragen  | nicht ausgetragen | nicht ausgetragen                  | nicht ausgetragen                   | nicht ausgetragen                  |
| 2020      | Nurullah Saraç     | Zeynep Akdeniz    | Hasan Berkay Günbaz Nurullah Saraç | Yasemen Bektaş Cansu Erçetin        | Semih Baha Başakın Yasemen Bektaş  |
| 2021      | nicht ausgetragen  | nicht ausgetragen | nicht ausgetragen                  | nicht ausgetragen                   | nicht ausgetragen                  |
| 2022      | Miraç Kantar       | Ravza Bodur       | Burak Mert Alkaya Furkan Saraç     | Cansu Erçetin Tuğçe Nur Korkmaz     | Arda Doğaç Atan Nisanur Tunçer     |
| 2023      | Veysel Taşdemir    | Ravza Bodur       | Buğra Aktaş Mehmet Can Töremiş     | Nisa Nur Çimen Aleyna Korkut        | Gökay Göl Nisa Nur Çimen           |
| 2024      | Mehmet Can Töremiş | Ravza Bodur       | Buğra Aktaş Mehmet Can Töremiş     | Elifnur Demir Zeynep Berre Ocakoğlu | Buğra Aktaş Sinem Yıldız           |
| 2025      | Mehmet Can Töremiş | Elifnur Demir     | Gökay Göl Mehmet Can Töremiş       | Elifnur Demir Zeynep Berre Ocakoğlu | Gökay Göl Nisa Nur Çimen           |